# Binance
Binance ist eine Handelsplattform, auf der mit Kryptowährungen und Derivaten gehandelt werden kann. Sie ist mit einem Handelsvolumen von über 60 Milliarden US-Dollar pro Tag die größte Kryptowährungsbörse.

## Geschichte
Binance wurde 2017 von dem chinesisch-kanadischen Geschäftsmann Changpeng Zhao gegründet, einem Entwickler, der zuvor Hochfrequenzhandelssoftware entwickelt hatte. Mitgründerin war Yi He. Binance war ursprünglich in China ansässig, zog aber später aufgrund der zunehmenden Regulierungen von Kryptowährungen in China nach Malta.
Am 28. Oktober 2020 veröffentlichten Forbes-Mitarbeiter durchgesickerte Dokumente, in denen behauptet wurde, Binance und Changpeng Zhao (auch bekannt als CZ) hätten eine ausgefeilte Unternehmensstruktur geschaffen, um die US-Aufsichtsbehörden absichtlich zu täuschen und heimlich von Kryptowährungsinvestoren zu profitieren.
Im Jahr 2020 erwartete Binance einen Umsatz von umgerechnet 800–1000 Millionen US-Dollar.
Im April und Mai 2021 warf die BaFin den Betreibern der deutschen Plattform eine Verletzung der Prospektpflicht vor. Im August 2021 warnte die britische Finanzaufsicht Financial Conduct Authority, dass Binance ein beträchtliches Risiko für Verbraucher darstelle.
Im November 2021 legte Binance zusammen mit Animoca Brands einen 200-Millionen-Dollar-Fonds für Investitionen in Startups im Bereich Blockchain Games auf. Im Juni 2022 legte Binance einen weiteren 500-Millionen-Dollar-Fonds für Investitionen in Startups im Bereich „Blockchain, Web3 und Value-Building Technologies“ auf.
Aufgrund der Insolvenz des Mitbewerbers FTX veröffentlichte Binance seine Börsen-Bestände im Sinne eines „Proof of Reserves“ (PoR) in folgender Höhe: 475.000 BTC, 4.800.000 ETH, 17,6 Mrd. USDT, 21,7 Mrd. BUSD, 601 Mio. USDC und 58.000.000 eigene BNB. Wirtschaftsjournalisten schrieben diesem „Proof of Reserves“ Mitte Dezember 2022 allerdings keine Aussagekraft zu – Binance hatte lediglich die Haben-Seite seiner Buchführung überprüfen lassen, über mögliche Verbindlichkeiten des Unternehmens wurde aber nichts bekannt.

## Produkte
Binance bietet zwei Arten von Märkten an. Auf dem Spot-Markt können Kryptowährungen gegen andere getauscht werden. Der Derivatemarkt bietet die Möglichkeit, Futures, Optionen und weitere Hebelprodukte von Kryptowährungen zu handeln.
Zudem wird ermöglicht, erworbene Währungen auf den Servern von Binance zu speichern und aufzubewahren (sogenannte „safe storage“). Auch können eine Vielzahl der dort gehandelten Coins und Tokens direkt über Binance gestaked oder anderweitig angelegt werden.
Bei Binance Coin (BNB) handelt es sich um eine eigene Kryptowährung von Binance, die für die Nutzung der Dienstleistungen von Binance weniger Gebühren verursacht.
Im Jahr 2019 führte Binance dann die Binance Smart Chain ein, eine parallel laufende Blockchain, die die Verwendung von dezentralisierten Applikationen (dApps) auf der Plattform erlaubt und BNB als treibende Währung verwendet.
Anfang 2021 wurden bei Binance 150 verschiedene Kryptowährungen gehandelt und laut eigenen Angaben im Schnitt 1,4 Millionen Transaktionen pro Sekunde getätigt.
Seit Juni 2021 bietet Binance einen eigenen NFT-Marktplatz an.

## Binance USD
Binance USD, kurz BUSD, ist ein an den US-Dollar gekoppelter Stablecoin, der von Binance in Partnerschaft mit Paxos ausgegeben und vom New York State Department of Financial Services (NYDFS) genehmigt und reguliert wird.

## Kontroversen
Die Commodity Futures Trading Commission (CFTC) ermittelt seit 2023 gegen Binance, weil sie Kunden aus den USA bedient haben soll, ohne eine Lizenz dafür zu haben. Es gibt eine Firma namens Binance.US, die eine Lizenz der Binance hat, um damit Kunden in den USA zu bedienen. Die Firmen behaupten, keine Operativen Verbindungen zu haben. Jedoch gehören beide Firmen Changpeng Zhao. Binance versuchte Gary Gensler, ehemaliger Direktor der CFTC unter der Regierung Obamas, als Berater zu gewinnen. Sie vermuteten, dass Gensler wieder einen wichtigen Posten gewinnen würde, wenn die Demokraten wieder einen Präsidenten stellen.
Außerdem scheint die Firma in China aktiv zu sein, obwohl Binance 2017 behauptete, sein Chinageschäft aufzugeben. Mitarbeiter sollten über das Chinageschäft schweigen. So sollen Mitarbeiter für Shanghai angeworben worden sein. Um die Spur in China zu vertuschen, nutzte man VPN-Zugänge. Beim Aufkommen der Gerüchte über die Chinaaktivitäten im Jahr 2019 wurden die Mitarbeiter angehalten zu sagen, dass man nur Büros in Malta, Singapur und Uganda habe. Als Binance 2023 mit den Vorwürfen konfrontiert wurde, erklärte Binance, dass „uralte Geschichten“ zitiert und die Ereignisse falsch dargestellt würden. Außerdem haben Behörden Schwierigkeiten, die Börse zu regulieren. Binance betont, dass es keinen traditionellen Hauptsitz habe. Stattdessen sei ihr Hauptsitz flexibel und befinde sich immer dort, wo sich Gründer Changpeng Zhao gerade aufhalte.
Im Juni 2023 erhob die US-Börsenaufsicht SEC Anklage in insgesamt 13 Anklagepunkten und beschuldigt Binance, Changpeng Zhao sowie mehrere Tochterfirmen unter anderem die Gelder von Anlegern veruntreut und absichtlich Gesetze umgangen zu haben. Die Kryptobörse Binance bekannte sich im November 2023 schließlich schuldig und akzeptierte eine Strafe von 4,3 Milliarden Dollar (knapp vier Milliarden Euro).